# Eulalia milsumi
Eulalia milsumi là một loài thực vật có hoa trong họ Hòa thảo. Loài này được Ridl. mô tả khoa học đầu tiên năm 1922.